# Provincia de Kii
La provincia de Kii (紀伊国 Kii no kuni?) o Kishū (紀州 Kishū?), fue una antigua Provincia de Japón ubicada en la parte central de la isla de Honshū, que en la actualidad corresponde a la prefectura de Wakayama y la parte sur de la prefectura de Mie. La península de Kii tomó su nombre de esta provincia.
Durante el período Edo, la rama Kii del clan Tokugawa tenía su castillo en Wakayama. Su antiguo santuario ichinomiya era el santuario Hinokuma.
La cadena de librerías japonesas Kinokuniya deriva su nombre de la provincia.

## Distritos históricos
- Prefectura de Wakayama
  - Distrito de Ama (海 部 郡): se fusionó con el distrito de Nagusa para convertirse en distrito de Kaisō (海草 郡) el 1 de abril de 1896
  - Distrito de Arida (有 田 郡)
  - Distrito de Hidaka (日 高 郡)
  - Distrito de Ito (伊 都 郡)
  - Distrito de Naga (那 賀 郡) - disuelto
  - Distrito de Nagusa (名 草 郡): se fusionó con el distrito de Ama para convertirse en distrito de Kaisō el 1 de abril de 1896
- Mezclado
  - Distrito de Muro (牟 婁 郡)
    - Distrito de Higashimuro (東 牟 婁 郡) - parte de la prefectura de Wakayama
    - Distrito de Kitamuro (北 牟 婁 郡) - parte de la prefectura de Mie
    - Distrito de Minamimuro (南 牟 婁 郡) - parte de la prefectura de Mie
    - Distrito de Nishimuro (西 牟 婁 郡) - parte de la prefectura de Wakayama